# Thủ tướng Algérie
Thủ tướng Algérie là người đứng đầu chính phủ của Algérie.
Chức vụ do Tổng thống Algérie bổ nhiệm, cùng các Bộ trưởng và các thành viên khác của chính phủ do tân Thủ tướng đề nghị. Đại Hội đồng Nhân dân buộc phải thông qua đề xuất của chính phủ mới hoặc Đại Hội sẽ bị giải tán và Thủ tướng sẽ phải từ chức.
Theo Hiến định Thủ tướng không có giới hạn nhiệm kỳ. Người đảm nhiệm lâu nhất là Mohamed Ben Ahmed Abdelghani, đảm nhiệm từ 1979 tới 1984.

## Quyền hạn
Thủ tướng do Tổng thống bổ nhiệm có những quyền hạn sau đây:
- Phân phối chức năng các thành viên Chính phủ phù hợp với Hiến pháp;
- Chủ tịch Hội đồng Chính phủ;
- Xem xét triển khai luật và quy tắc;
- Ký sắc lệnh ban hành nghị định Chính phủ;
- Bổ nhiệm các chức vụ Nhà nước, không do Tổng thống bổ nhiệm;
- Đứng đầu Chính phủ đề xuất chương trình và trình bày trước Nội các;
- Xem xét các công tác tốt nhất cho hành chính công cộng.

## Nhiệm kỳ
Thủ tướng có nhiệm kỳ theo ý nguyện của Tổng thống. Thủ tướng sẽ kết thúc sớm nhiệm kỳ khi:
- Đệ trình từ chức với Tổng thống;
- Quốc hội không thông qua chương trình của Thủ tướng. Tổng thống bổ nhiệm Thủ tướng mới;
- Tổng thống miễn nhiệm.

## Lịch sử
Chức vụ được thành lập năm 1962, qua các thời kỳ chức vụ được gọi:
- 27/12/1962-15/9/1963: Chủ tịch Hội đồng Bộ trưởng
- 8/3/1979-5/11/1988: Thủ tướng Chính phủ
- 5/11/1988-12/11/2008: Lãnh đạo Chính phủ
- 12/11/2008-nay: Thủ tướng Chính phủ